# Нова Котельня
Нова́ Котельня — село в Україні, в Андрушівській міській громаді Бердичівського району Житомирської області. Населення становить 401 осіб.

## Історія
У 1906 році село Котелянської волості Житомирського повіту Волинської губернії. Відстань від повітового міста 30 верст, від волості 1. Дворів 167, мешканців 1029.

## Населення

### Мова
Розподіл населення за рідною мовою за даними перепису 2001 року:
| Мова       | Кількість | Відсоток |
| ---------- | --------- | -------- |
| українська | 395       | 98.5%    |
| російська  | 6         | 1.5%     |
| Усього     | 401       | 100%     |